# Der Pate: Die Saga
Der Pate: Die Saga ist ein chronologisch erzählter Umschnitt der Filme Der Pate und Der Pate – Teil II, der 1977 als Miniserie auf dem US-Fernsehsender NBC erstausgestrahlt wurde. Francis Ford Coppola wollte damit die Finanzierung seines neuen Films Apocalypse Now sichern, der zu dieser Zeit sein Budget weit überschritten hatte. Aus den rund 90 Stunden Rohmaterial beider Teile erstellte sein Cutter Barry Malkin einen achteinhalb-stündigen ‚master cut‘. Dieser wurde dann entsprechend der Fernsehvorgaben entschärft und auf vier Langfolgen gekürzt. Per Open Matte erweiterte man den Bildausschnitt auf das damals übliche Fernsehformat. Spätere Neufassungen integrierten auch den dritten Teil.

## Deutsche Fassungen
Anstatt nur die ergänzten Szenen zu synchronisieren, sprach man alles neu ein und besetzte viele Sprecher neu. Dies geschah bei der Berliner Synchron unter Dialogregie von Dietmar Behnke nach einem Dialogbuch von Hans Bernd Ebinger. Die erweiterte Videofassung entstand unter Dialogbuch und -regie von Arne Elsholtz.
| Figur                     | Darsteller                  | Deutscher Sprecher                                            |
| ------------------------- | --------------------------- | ------------------------------------------------------------- |
| Don Vito Corleone… jung   | Marlon BrandoRobert De Niro | Christian Brückner                                            |
| Michael Corleone          | Al Pacino                   | Frank Glaubrecht                                              |
| Kay Adams-Corleone        | Diane Keaton                | Traudel Haas                                                  |
| Santino „Sonny“ Corleone  | James Caan                  | Manfred Lehmann                                               |
| Tom Hagen                 | Robert Duvall               | Norbert Langer                                                |
| Pete Clemenza             | Richard S. Castellano       | Mogens von Gadow                                              |
| Constanzia Corleone-Rizzi | Talia Shire                 | Liane Rudolph                                                 |
| Johnny Fontane            | Al Martino                  | Harry Wüstenhagen                                             |
| Hyman Roth                | Lee Strasberg               | Leo Bardischewski (TV, 1979)Siegfried Schürenberg (VHS, 1990) |
| Fredo Corleone            | John Cazale                 | Wolfgang Draeger (TV, 1979)Friedrich G. Beckhaus (VHS, 1990)  |
| Commander McCluskey       | Sterling Hayden             | Heinz Giese (TV, 1979)Heinz Petruo (VHS, 1990)                |

## Veränderungen
Erzählt wird die Geschichte der Familie Corleone in chronologischer Reihenfolge, beginnend mit Vito Corleones Flucht aus Sizilien nach Amerika – die ursprünglich erst im zweiten Teil vorkommt. Coppola stellte den Film aus den beiden Kinofassungen zusammen und benutzte dabei zusätzlich bislang ungezeigte Szenen. Dazu zählen
- der Angriff auf Don Fanucci
- Vito Corleones erstes Treffen mit Hyman Roth
- Vitos Mord an Don Ciccios Männern
- Michael Corleones Wiedersehen mit seinem Vater nach seiner Sizilienreise
- Sonny Corleones vorübergehende Übernahme der Familiengeschäfte nach dem Anschlag auf seinen Vater

Die zusätzlichen Szenen haben eine Länge von fast 75 Minuten. Andererseits nahm Coppola auch einige ursprüngliche Szenen heraus. Ferner reduzierte er für das Fernsehpublikum Gewalt- und Sexszenen sowie die Härte der sprachlichen Ausdrücke.

## Weitere Veröffentlichungen
Alle chronologischen Fassungen gehen auf Malkins ‚master cut‘ der ersten beiden Filme zurück, unterscheiden sich aber bei der Auswahl der zusätzlichen und alternativen Szenen. Weitere Heimkino-Veröffentlichungen der Serienfassung hat Coppola zwar öffentlich ausgeschlossen, die meisten erweiterten Szenen befinden sich aber auf der Bonusdisk der DVD- und Blu-ray-Boxen zur Filmreihe.
Als The Godfather 1902–1959: The Complete Epic erschien die Serie 1980 zusammengeschnitten auf drei Videokassetten. Zwar musste sie nicht länger entschärft werden, aus vertraglichen Gründen wurde aber auf andere erweiterte Szenen zurückgegriffen als bei der Fernsehausstrahlung. Die Gesamtspielzeit sank auf 386 Minuten. Diese Fassung entstand relativ kurzfristig fürs Weihnachtsgeschäft und enthält dadurch einige Fehler wie die falsche Jahreszahl im Titel.
Unter dem Titel Der Pate 1901–1959 – Das Werk veröffentlichte CIC-Video 1990 eine eigenständige europäische Langfassung, aufgeteilt auf drei VHS-Kassetten. Bei einer PAL-Laufzeit von 406 Minuten wurden über 30 erweiterte Szenen der Fernsehausstrahlung wiederhergestellt. Die FSK vergab dieser ebenfalls unzensierten Version eine Altersfreigabe ab 16 Jahren. Der US-Pay-TV-Sender HBO strahlte sie 2016 als The Godfather: The Epic 1901–1959 aus.
1992 wurde Der Pate III in die Miniserie integriert, die daraufhin als The Godfather Trilogy: 1901–1980 auf fünf Videokassetten sowie Laserdisc erschien. Unter Aufsicht von Coppola schnitt Walter Murch die Szenen des Complete Epic erneut leicht um. Der dritte Film wurde im Director’s Cut am Ende angefügt, was insgesamt 583 Minuten Spieldauer ergibt. Eine 1997er Neuauflage unter demselben Titel hatte dagegen die europäische Fassung Das Werk zur Grundlage.
Zum 40-jährigen Jubiläum des ersten Films zeigte der amerikanische Kabelsender AMC die ursprüngliche Saga am 3. März 2012 erstmals hochaufgelöst und im Kinoformat, umbenannt in The Godfather: A Novel for Television. Im Vergleich zu 1977 wurden leichte Kürzungen vorgenommen.

## Rezeption
Die Erstausstrahlung erreichte laut Nielsen Ratings weniger Zuschauer als erwartet, womöglich weil die Kinofilme zuvor bereits im Fernsehen zu sehen waren. Lucia Bozzola vermutete demgegenüber, dass die düsteren Bilder von Gordon Willis auf kleinen Fernsehschirmen viel Wirkung einbüßten.
Kritiker bevorzugten aber ebenfalls die hochangesehenen Kinofassungen. So vergab Leonard Maltin dem Complete Epic 3,5 Sterne im Vergleich zu vollen 4 Sternen für die Kinofilme. Hal Erickson fand den chronologischen Umschnitt zwar kohärent, sah dadurch aber den Erzählfluss „erheblich beschädigt“. Auch würden die ohnehin schon überlangen Filme nur noch weiter zerdehnt:

The Godfather Saga is a lumpy affair which seems to stop and start at irregular intervals and never truly picks up momentum.

„Der Pate: Die Saga ist eine aufgedunsene Angelegenheit, die sich scheinbar unregelmäßig unterbricht und nie wirklich Fahrt aufnimmt.“

## Belege
1. 1 2  Hal Erickson: The Godfather Saga: Critics' Reviews (Memento vom 27. Mai 2012 im Internet Archive), ursprünglich bei AllMovie (englisch)
2. 1 2 3 4 5  A Brief History of the Chronological Cuts, Fan Edits and Extended Editions. In: The Godfather Museum. 2. Mai 2012, abgerufen am 6. Mai 2025 (englisch).
3. 1 2 3  Godfather Trilogy, The: 1901-1980 (1992) (Uncut). LV15147-7. In: LaserDisc Database. Abgerufen am 6. Mai 2025 (englisch).
4. ↑  Der Pate (neu). In: synchrondatenbank.de. Abgerufen am 17. Februar 2023.
5. ↑  Der Pate: Die Saga. In: Deutsche Synchronkartei. Abgerufen am 17. Februar 2023.
6. ↑  Der Pate: Die Saga bei Schnittberichte.com
7. ↑  Lucia Bozzola: The Godfather 1902–1959: The Complete Epic: Critics’ Reviews (Memento vom 27. Mai 2012 im Internet Archive), ursprünglich bei AllMovie (englisch)
8. ↑  J. Geoff Malta: The Godfather 1902–1959: The Complete Epic. 2006 (englisch). Copies of the credits and other materials that accompanied the video release.
9. ↑  Der Pate 1901–1959 – Das Werk. In: OFDb. Abgerufen am 6. Mai 2025.
10. ↑  Dennis DiClaudio: A special 7-hour chronological cut of The Godfather is now on HBO Go. The A.V. Club, archiviert vom Original am 1. Februar 2016; abgerufen am 23. Januar 2016 (englisch).
11. ↑  Ty Burr: The Godfather Trilogy 1901–1980. In: Entertainment Weekly. 30. Oktober 1992, abgerufen am 25. Februar 2025 (englisch).
12. ↑  J. Geoff Malta: The Godfather Trilogy: 1901–1980. 2006, archiviert vom Original am 28. März 2008 (englisch). This webpage reproduces material originally distributed with the „home video“ release.
13. ↑  An Offer You Shouldn’t Refuse – The Godfather Saga in HD on AMC. In: AMC Blog. AMCtv.com, archiviert vom Original am 7. März 2012; abgerufen am 11. März 2012 (englisch).
14. ↑  Les Brown: Encyclopedia of Television. 3. Auflage. Gale Research, Detroit 1992, ISBN 978-0-8103-8871-0, S. 226 (englisch).
15. ↑  Lucia Bozzola: Kritik zu Der Pate: Die Saga (Memento vom 12. Juni 2017 im Internet Archive) bei AllMovie (englisch, Wertung )
16. ↑  Leonard Maltin: Movie & Video Guide. Signet, New York 2003, ISBN 978-0-451-20940-5, S. 538 (englisch).